# Duarte de Bragance (1945)
Pour les articles homonymes, voir Bragance.
Succession
Prétendant au trône de Portugal
Depuis le 23 décembre 1976
(48 ans, 2 mois et 19 jours)
Signature
Duarte Pio de Bragance (en portugais : Duarte Pio de Bragança), né le 15 mai 1945 à Berne (Suisse), est un membre de la maison de Bragance, prétendant au trône royal de Portugal et portant le titre de courtoisie de duc de Bragance.
Duarte Pio de Bragance est le fils aîné de Édouard Nuno de Bragance (1907-1976), prétendant migueliste – petit-fils du roi Michel Ier de Portugal –, et de Françoise d'Orléans-Bragance (1914-1968), arrière-petite-fille de Pierre II, dernier empereur du Brésil. Il est en outre le filleul de la reine Amélie (1865-1951), dernière reine consort de Portugal avant l'abolition de la monarchie en 1910.

## Statut
La République portugaise ne reconnaît pas le titre de duc de Bragance que porte Duarte Pio de Bragança, ni ses prétentions dynastiques d'héritier des rois de Portugal.
À l'instar de son père, il s'est opposé à Maria Pia de Saxe-Cobourg et Bragance, qui affirmait être la fille naturelle du roi Charles Ier de Portugal et donc la demi-sœur du dernier roi de Portugal, Manuel II, et se faisait appeler « la duchesse de Bragance », revendiquant également le statut de chef de la maison royale de Portugal.
Un document de travail interne du département des affaires juridiques du ministère des Affaires étrangères, divulgué en 2006, a dévoilé un projet de reconnaissance officielle par l'État portugais de Duarte Pio de Bragança comme chef d'une maison royale de Portugal. Cependant, en 2007, en réponse à une requête du député Nuno da Câmara Pereira (pt), président du Parti populaire monarchique, le ministère se déclara incompétent pour se prononcer sur une succession dynastique et sur le titre ducal de Bragance, revendiqués par Duarte Pio de Bragança.
En octobre 2008, le lointain cousin de Duarte Pio de Bragança, Pedro Folque de Mendoça Rolim de Moura Barreto (en) (né en 1958, dit Pedro de Mendoça e Bragança), 6e duc de Loulé, aîné des descendants du 1er duc de Loulé et de l'infante Anne de Jésus de Portugal (1806-1857) – considérant les prétentions de Duarte Pio de Bragança comme illégitimes (Michel Ier de Portugal ayant été déchu de ses droits dynastiques pour lui et tous ses descendants par la Constitution portugaise de 1838) – revendique ses droits au défunt trône de Portugal en tant que chef de la « branche constitutionnelle » de la maison royale portugaise (de nationalité portugaise sans interruption et dans le prolongement de la monarchie constitutionnelle et libérale de la troisième et dernière maison de Bragance, opposée à la monarchie conservatrice et anti-libérale migueliste).
En mars 2017, le mouvement Causa Real a lancé une pétition en ligne afin que Duarte Pio de Bragança puisse jouir d'un statut officiel au sein de la République portugaise. Le duc de Bragance étant régulièrement invité à des cérémonies officielles, les initiateurs de cette pétition argumentent qu'il serait légitime que le gouvernement portugais lui octroie un statut à l’instar de certains prétendants d'Europe centrale (Monténégro, Roumanie, Serbie ou Albanie).

## Famille
Duarte Pio de Bragança épouse au monastère des Hiéronymites à Lisbonne, le 13 mai 1995, Isabel de Castro Curvello de Herédia (née à Lisbonne le 22 novembre 1966). Le couple a trois enfants, dont l'aîné porte le prédicat de courtoisie d'altesse royale et les cadets celui d'altesse : 
1. Afonso de Herédia de Bragança (né à Lisbonne le 25 mars 1996), prince de Beira et duc de Barcelos ;
2. Maria Francisca de Herédia de Bragança, infante de Portugal, duchesse de Coimbra[10] (née à Lisbonne le 3 mars 1997), épouse le 7 octobre 2023 Duarte de Sousa Araújo Martins (né à Lisbonne le 14 mai 1992)[11], avocat spécialisé dans les marchés de capitaux et les fusions et acquisitions[12], qui est le petit-fils de l'architecte et peintre d'art sacré João de Sousa Araújo (pt)[13] et le neveu de l'ambassadeur du Portugal près le Saint-Siège João de Sousa Araújo[14] ;
3. Dinis de Herédia de Bragance, infant de Portugal, duc de Porto (né à Lisbonne le 25 novembre 1999).

Son frère cadet est Miguel de Bragance (né à Berne le 3 décembre 1946), qui porte le titre de courtoisie de duc de Viseu. Tandis que son frère puîné, Henrique de Bragança (né à Berne le 6 novembre 1949 et mort à Sintra le 14 février 2017), portait le titre de courtoisie de duc de Coimbra.

## Décorations

### Ordres dynastiques portugais
- Souverain et grand maître de l'ordre de l'Immaculée Conception de Vila Viçosa[15],[16].
- Souverain et grand maître de l'ordre de Saint Michel de l'Aile[17].
- Souverain de l'ordre royal de Sainte-Isabelle de Portugal[18].
- Souverain et grand maître de l'ordre du Mérite de la maison royale[19].
- Médaille d'honneur de classe spéciale de l'association des monarques authentiques[20].

### Ordres dynastiques étrangers
- Chevalier de l'ordre de Saint-Janvier[21],[22] (maison de Bourbon-Siciles branche hispano-napolitaine), le 2 octobre 1990.
- Bailli grand-croix de justice décoré du collier de l'ordre sacré et militaire constantinien de Saint-Georges[23],[22] (maison de Bourbon-Siciles, branche hispano-napolitaine), le 25 août 2000.
- Président d'honneur de la députation royale de l'ordre sacré et militaire constantinien de Saint-Georges (maison de Bourbon-Siciles, branche hispano-napolitaine), le 18 novembre 2016[24].
- Grand-croix de l'ordre de Saint-Alexandre (maison royale de Bulgarie), le 6 février 2022.
- 1,307ème chevalier de l'ordre de la Toison d'or (maison de Habsbourg-Lorraine) en 1982[15],[25].
- Capitaine-général du Portugal de l'ordre de Vitéz (Hongrie)[26].
- Grand-croix de l'ordre de la couronne d'Hawaï (maison royale de Kalākua), en 2021[27].
- Grand-croix de l'ordre de l'Étoile de Karageorge[28],[29] (maison Karađorđević).
- Grand-croix de l'ordre de la Rose (maison d'Orléans-Bragance (Brésil), branche de Vassouras), le 16 février 2000[30].
- Grand-croix de l'ordre du prince Danilo Ier (maison Petrović-Njegoš), le 4 juin 2005[31].
- Chevalier de l'ordre de Saint-André (maison impériale de Russie), le 21 novembre 2019[32].
- Chevalier de l'ordre de Saint-Alexandre Nevski (maison impériale de Russie), de facto le 21 novembre 2019[Note 1].
- Chevalier de l'Aigle blanc (maison impériale de Russie), de facto le 21 novembre 2019[Note 1].
- Grand-croix de l'ordre de Sainte-Anne (maison impériale de Russie), de facto le 21 novembre 2019[Note 1].
- Grand-croix de l'ordre militaire de Saint-Nicolas (maison impériale de Russie), de facto le 21 novembre 2019[Note 1].
- Grand-croix de l'ordre de Saint-Stanislas (maison impériale de Russie), de facto le 21 novembre 2019[Note 1].
- Collier de l'ordre royal du Tambour (maison royale du Rwanda)[34].
- Collier de l'ordre royal de la Couronne (maison royale du Rwanda)[34].
- Chevalier de l'ordre suprême de la Très Sainte Annonciade (maison de Savoie), en 1978[35].
- Grand-croix de l'ordre des Saints-Maurice-et-Lazare (maison de Savoie), de facto en 1978[Note 2].
- Grand-croix de l'ordre de la Couronne d'Italie (maison de Savoie), de facto en 1978[Note 2].

### Ordres officiels
- Grand collier de l'ordre du Timor Oriental[37] (Timor oriental).
- Bailli grand-croix d'honneur et dévotion de l'ordre souverain militaire et hospitalier de Saint-Jean de Jérusalem, de Rhodes et de Malte[15],[38].
- Chevalier grand-croix de l'ordre équestre du Saint-Sépulcre de Jérusalem[39] (Saint-Siège).
- Chevalier de l'ordre de Calatrava (Espagne)[15].
- Médaille d'or de la Croix-Rouge italienne (Italie)[40].
- Médaille commémorative de L'Arbre de la Paix, classe spéciale avec des rubis[41].